# Taiga Hasegawa
Taiga Hasegawa (長谷川大河, Taiga Hasegawa) est un snowboardeur japonais né le 23 octobre 2005. Il est champion du monde du big air lors des Championnats du monde 2023.

## Palmarès

### Championnats du monde
- Championnats du monde 2023 :
  -  Médaillé d'or en big air[1],[2].
- Championnats du monde 2025 :
  -  Médaillé d'argent en big air.

### Coupe du monde
- 1 gros globe de cristal :
  - Vainqueur du classement freestyle en 2025.
- 1 petit globe de cristal :
  - Vainqueur du classement big air en 2025.
- Meilleur classement général slopestyle : deuxième en 2023[réf. nécessaire].
- 9 podiums dont 5 victoires[3].

#### Différents classements en Coupe du monde
| Année/Classement | Général | Général | Big Air | Big Air | Slopestyle | Slopestyle |
| ---------------- | ------- | ------- | ------- | ------- | ---------- | ---------- |
| Année/Classement | Class.  | Points  | Class.  | Points  | Class.     | Points     |
| 2021-2022        | 42e     | 68      | -       | -       | 26e        | 68         |
| 2022-2023        | 3e      | 323     | 5e      | 137     | 2e         | 186        |
| 2023-2024        | 5e      | 308     | 3e      | 168     | 3e         | 140        |

#### Détails des victoires
| Épreuve / Édition | Big air                        | Slopestyle |
| ----------------- | ------------------------------ | ---------- |
| 2022-2023         | Kreischberg                    | Silvaplana |
| 2023-2024         | Edmonton                       |            |
| 2024-2025         | Coire Klagenfurt am Wörthersee |            |